# 布莱尔·希尔顿
布莱尔·希尔顿（英語：Blair Hilton，1989年8月28日—），新西兰男子曲棍球运动员。他曾代表新西兰参加2010年和2014年英联邦运动会曲棍球比赛，获得一枚铜牌。他也曾参加2012年和2016年夏季奥运会。